# Indotyphlops ozakiae
Espèce
Synonymes
- Ramphotyphlops ozakiae Wallach, 2001

Indotyphlops ozakiae est une espèce de serpents de la famille des Typhlopidae. 

## Répartition
Cette espèce est endémique de Thaïlande.

## Taxinomie
Le statut de cette espèce est incertain car sa description n'a pas été faite selon les normes.

## Publication originale
- Niyomwan, Thirakhupt & Nabhitabhata, 2001 : A key to the blind snakes in Thailand. Natural History Journal of Chulalongkorn University, vol. 1, no 1, p. 47-52 (texte intégral).